# Coleoxestia anthracina
Coleoxestia anthracina là một loài bọ cánh cứng trong họ Cerambycidae.